# Magarové

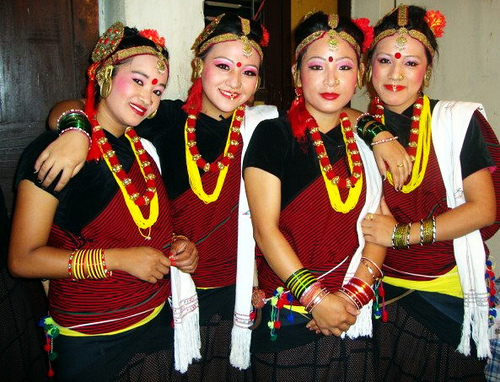
Magarské dívky v tradičních krojích

Magarové jsou sinotibetská etnická skupina žijící v Nepálu a severní Indii. Podle sčítání lidu v roce 2001 se 1 622 421 obyvatel Nepálu (7,14% ze všech Nepálců) hlásí k magarské entolingvistické skupině, což z Magarů činí největší domorodou etnickou skupinu v zemi. Podle zmíněného sčítání se 24,6% Magarů hlásí k hinduismu a 54,47 k buddhismu.